# مادو بابو
مادو بابو (بالتيلوغوية: మధుబాబు)‏ (14 نوفمبر 1948 في الهند)؛ روائي هندي.